# Rado Murnik
Rado Murnik (31. července 1870, Lublaň – 6. listopadu 1932, tamtéž) byl slovinský prozaik, novinář, humorista, satirik a dramatik.

## Život

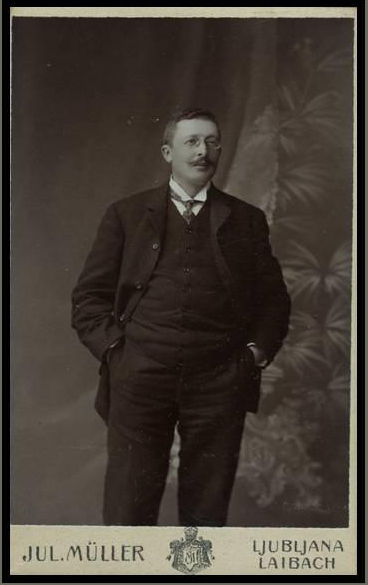
Rado Murnik roku 1914

Pocházel z bohaté a prominentní obchodnické rodiny v Lublani. Po ukončení střední školy (1881–1889) začal studovat lékařství ve Štýrském Hradci a ve Vídni, Studium však brzy ukončil a začal se zcela věnovat literatuře a novinařině. Během první světové války byl přidělen k cenzuře a roku 1918 se stal zaměstnancem poštovního úřadu. Když byl úřad roku 1921 zrušen, zůstal bez práce. V té době také onemocněl roztroušenou sklerózou, která mu bránila v umělecké tvorbě. Žil osamoceně, ve velké chudobě a byl závislý na pomoci cizích lidí. Osm let byl upoután na lůžko. Roku 1930 mu město Lublaň u příležitosti jeho šedesátin poskytla útočiště v místním chudobinci, kde za dva roky zemřel.
První literární práce vytvořil již na střední škole. V devadesátých letech psal pro různé slovinské (Vesna, Ljubljanski zvon, Slovenski narod) a německé (Neue Freie Presse ve Vídni nebo Politik v Praze) noviny a časopisy. Redigoval satirická periodika Jež a Osa a také časopis Lovec. V časopisech také většinou vydával i svá díla. Přestože jeho literární tvorba nestačila na to, aby se bez problémů uživil, stal se svými parodiemi, humoreskami i historickými romány velmi oblíbený mezi čtenáři.

## Dílo
- O glavi, s prijaznim sodelovanjem pesnikov govori prof. Lucifer (1892), humoreska otištěná v periodiku Vesna.
- Signor Giannino (1892), humoristická črta otištěná v literárním měsíčníku Ljubljanski zvon.
- Groga in drugi (1895), satirický román otištěný v měsíčníku Ljubljanski zvon, parodie na slovinský naturalismus.
- Materino srce (1896), vyšlo v měsíčníku Ljubljanski zvon.
- Napoleonov samovar (1898, Napoleonův samovar), satirická divadelní hra o maloměstském životě.
- Ata Žužamaža (1900), otištěno v měsíčníku Ljubljanski zvon
- Bucek v strahu (1903), divadelní hra.
- Jari junaki (1909), sbírka humoresek.
- Matajev Matija (1909), román.
- Hči grofa Blagaja (1911–1913, Dcera hraběte Blagaje), historický román otištěný v měsíčníku Ljubljanski zvon odehrávající se v Bosně v 15. století. Autor jej ke konci svého života přepracoval pro mládež pod názvem Lepi janičar (Krásný janičár). Přepracovaná varianta románu vyšla až roku 1954.
- Lovske bajke in povesti (1914), krátké příběhy vydané v časopise Lovec.
- Na Bledu (1917), vyšlo v měsíčníku Ljubljanski zvon.
- Brat (1918), vyšlo v měsíčníku Ljubljanski zvon.
- Ženini naše Koprnele (1921), uveřejněno v časopise Plamen
- Lepi janičar (Krásný janičár), pro děti a mládež přepracovaný a zkrácený historický román Dcera hraběte Blagaje, který má na rozdíl od původního románu šťastný konec. Kniha vznikla v posledních letech autorova života, když žil těžce nemocen v chudobinci v Lublani, a vydána byla až roku 1954. Odehrává se v Bosně v 15. století a vypráví napínavý příběh Cikány unesené křesťanské dívky, která žije mezi Turky převlečená za chlapce.

## Česká vydání
- Krásný janičár, Albatros, Praha 1988, přeložila Milada K. Nedvědová